# Grön örtblomfluga
Grön örtblomfluga (Cheilosia chlorus) är en tvåvingeart som först beskrevs av Johann Wilhelm Meigen 1822.  Grön örtblomfluga ingår i släktet örtblomflugor, och familjen blomflugor. Arten är reproducerande i Sverige.